# Clibanarius willeyi
Clibanarius willeyi is een tienpotigensoort uit de familie van de Diogenidae. De wetenschappelijke naam van de soort is voor het eerst geldig gepubliceerd in 1910 door Southwell.